# Praga Piccolo
La Praga Piccolo est un modèle de voiture de tourisme produit de 1924 à 1941 par le constructeur tchécoslovaque Praga. Conçue par l’ingénieur František Kec, il s'agit d'un véhicule d’entrée de gamme à destination d’une clientèle à revenus limités mais qui ne le cède en rien aux autres modèles de la marque en matière de robustesse et de fiabilité. Bien qu’une bonne partie de sa période de production coïncide avec la grave crise économique des années trente, elle rencontre un énorme succès, en faisant alors le modèle Praga le plus vendu et le plus répandu sur le marché d’Europe Centrale. On estime sa production totale à près de 18 000 unités.

## Historique
Après l’interruption due à la Première Guerre mondiale et l’arrêt quasi total de la production de voitures de tourisme, Praga décida de compléter sa gamme par une voiture économique destinée à un large public. La Piccolo fut présentée au Salon de l’auto de Prague de 1924.
Comme son nom l’indique, il s’agissait d’un modèle de petites dimensions (3,40 mètres de long pour 1,32 mètre de large et 1,72 mètre de haut) équipé d’un modeste 4 cylindres de 720 cm3 développant 10 ch. Ne pesant que 640 kg, elle pouvait atteindre malgré tout la vitesse de 65 km/h.
Elle avait pour objectif de rivaliser avec les voitures économiques de son principal concurrent sur le marché intérieur, les Tatra modèles T11, T12 puis T57. Le constructeur investit massivement dans son outil de production, achetant de nombreuses machines modernes, notamment en Angleterre et aux États-Unis, afin d’être à même d’assurer une production en série du véhicule. La marque pouvait en outre s’appuyer sur un réseau de vente déjà bien implanté, comprenant des ateliers agréés qui assuraient à sa clientèle un entretien et des réparations faciles partout dans le pays.

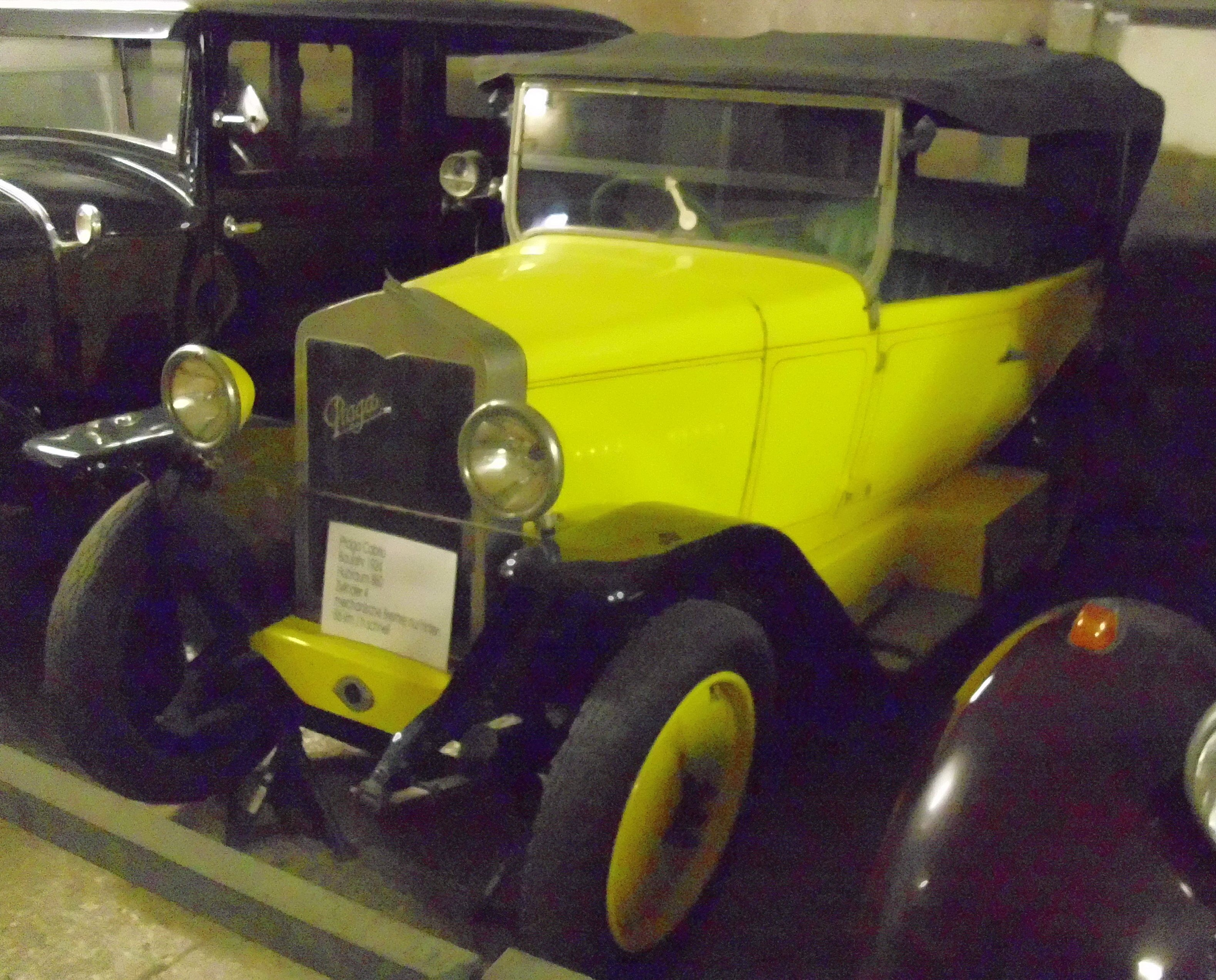
Une des premières versions de la Piccolo (1926 ou 1927).

Praga produisit les trois premières années six séries du modèle Piccolo, avec seulement des modifications mineures, principalement liées à la motorisation.
Les années 20 furent une période où se multiplièrent les grands raids automobiles à vocation promotionnelle… ou non. Praga ne resta pas à l’écart de ce mouvement. En 1926-1927, l’ingénieur, pilote d’essai et graphiste publicitaire de la marque Josef Vyskočil parcourut sans assistance l’Afrique du Nord au volant d’une Piccolo, réalisant un voyage d’environ 10 000 kilomètres à travers l’Algérie, le Maroc, la Tunisie et l’Égypte, sans rencontrer de panne majeure. Puis en 1930-1931, parti de Tchécoslovaquie, il parvint jusqu’en Inde en passant par l’Europe de l'Est et l’Asie centrale.
Ces performances seront largement mise en avant pour assurer la publicité du modèle et de la marque.

### Un succès commercial immédiat
En 1928, apparut la deuxième génération. La silhouette fut modernisée avec des lignes plus arrondies. La cylindrée fut portée à 996 cm3 et la puissance à 18 ch.

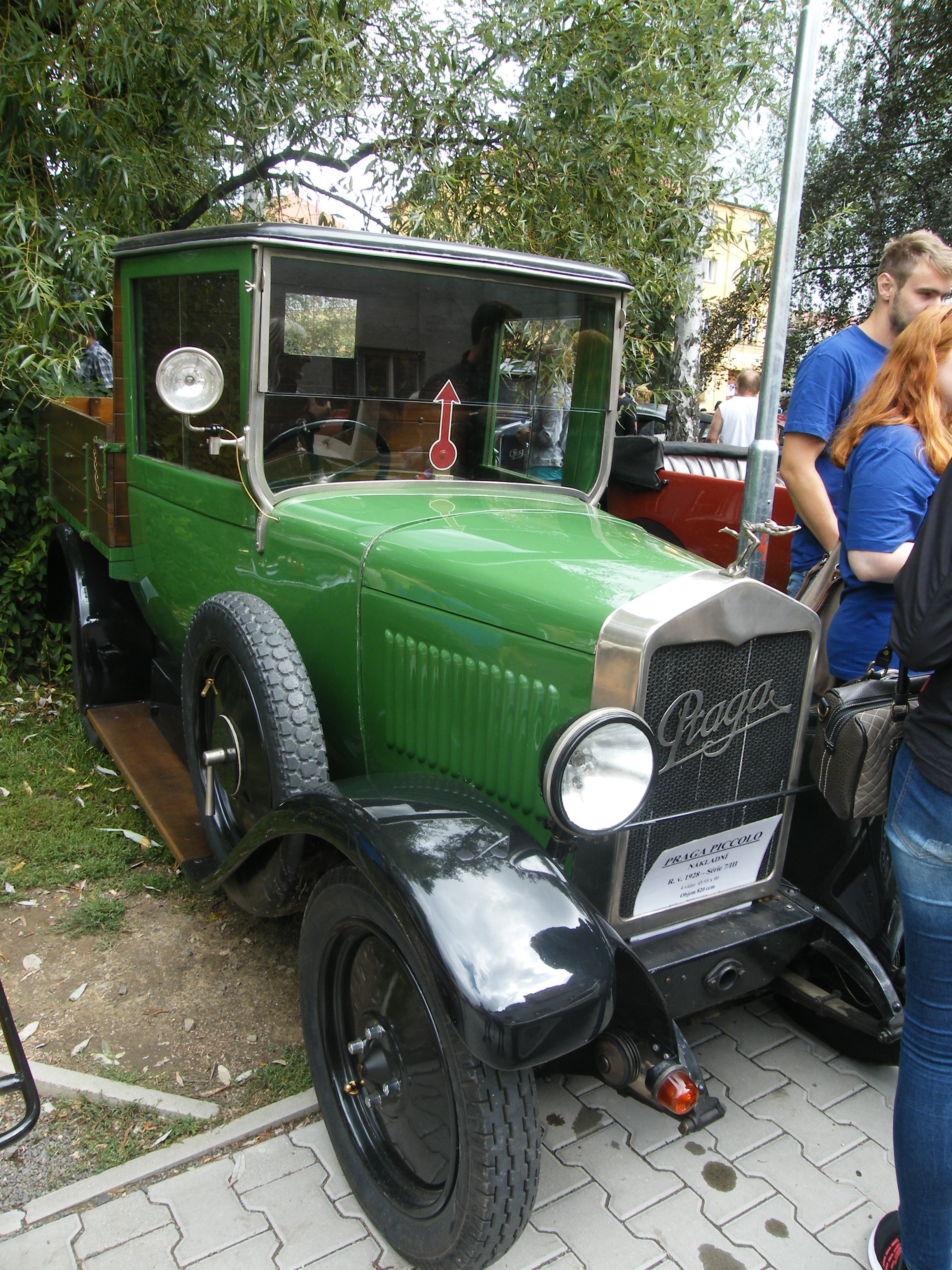
Une version pickup sur une série 7/III de 1928.

Comme il était d’usage à l’époque, les carrosseries proposées pour la Piccolo étaient variées avec de nombreuses déclinaisons visant à s’adapter aux besoins de la clientèle. La majorité était constituée de limousines à deux ou quatre portes, de phaétons ou de cabriolets deux portes, dont les carrosseries étaient fabriquées sous licence de la société française Kellner,.
Des versions utilitaires furent introduites comme un type "Normandie" (également déclinée sur le modèle Alfa), une version plateau à ridelles ou encore un fourgon de 300 kg de charge utile : elles devinrent rapidement populaires auprès des artisans et petits entrepreneurs. La Piccolo fut également utilisée par les forces de police, qui en commandèrent 50 dans une déclinaison pick-up.
Spécialement modifiée, elle servit également comme véhicule pour faire la publicité des Hašlerky, des confiseries très populaires à l’époque.

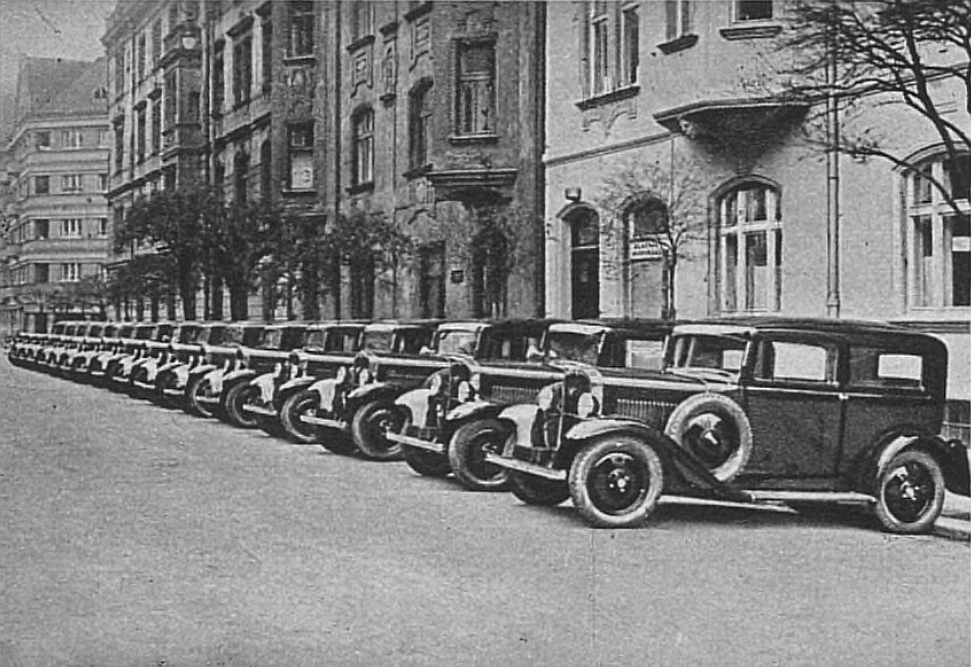
Unités sorties des chaînes en attente de livraison (1932).

Pendant la crise économique, la Piccolo continua à être produite à un rythme soutenu : en 1932, une vingtaine d’unités sortait des chaînes chaque jour. Cela s’explique par le fait que la marque avait fait un important effort pour réduire le prix du modèle.

### Le concours de 1927
En 1927 en effet, alors que la 7e série venait d’être lancée, un concours national pour une « voiture populaire » fut organisé avec comme prix exceptionnel la coquette somme de 50 millions de couronnes. Ce fut l’occasion pour l’entreprise de travailler sur une sous-série, la 7/IV, dont l’objectif était de produire un véhicule de qualité au coût le plus bas possible.
Le fruit de cet effort fut la création de la Piccolo Special-Lido, un cabriolet en bois sans portes, doté de sièges recouverts en tissu (et non en cuir comme il était de règle). Les accessoires étaient réduits au strict minimum, permettant au véhicule d’atteindre le coût exigé de 25 000 couronnes. C’était alors le prix d’une moto avec side-car.
Praga remporta le concours, obtenant non seulement la prime mais créant la base de ce qui allait être à partir de la 8e série la version « classique » du modèle, le plus répandu et le plus apprécié. Cette version a continué à être produite pendant cinq années supplémentaires, jusqu’à la 20e série.

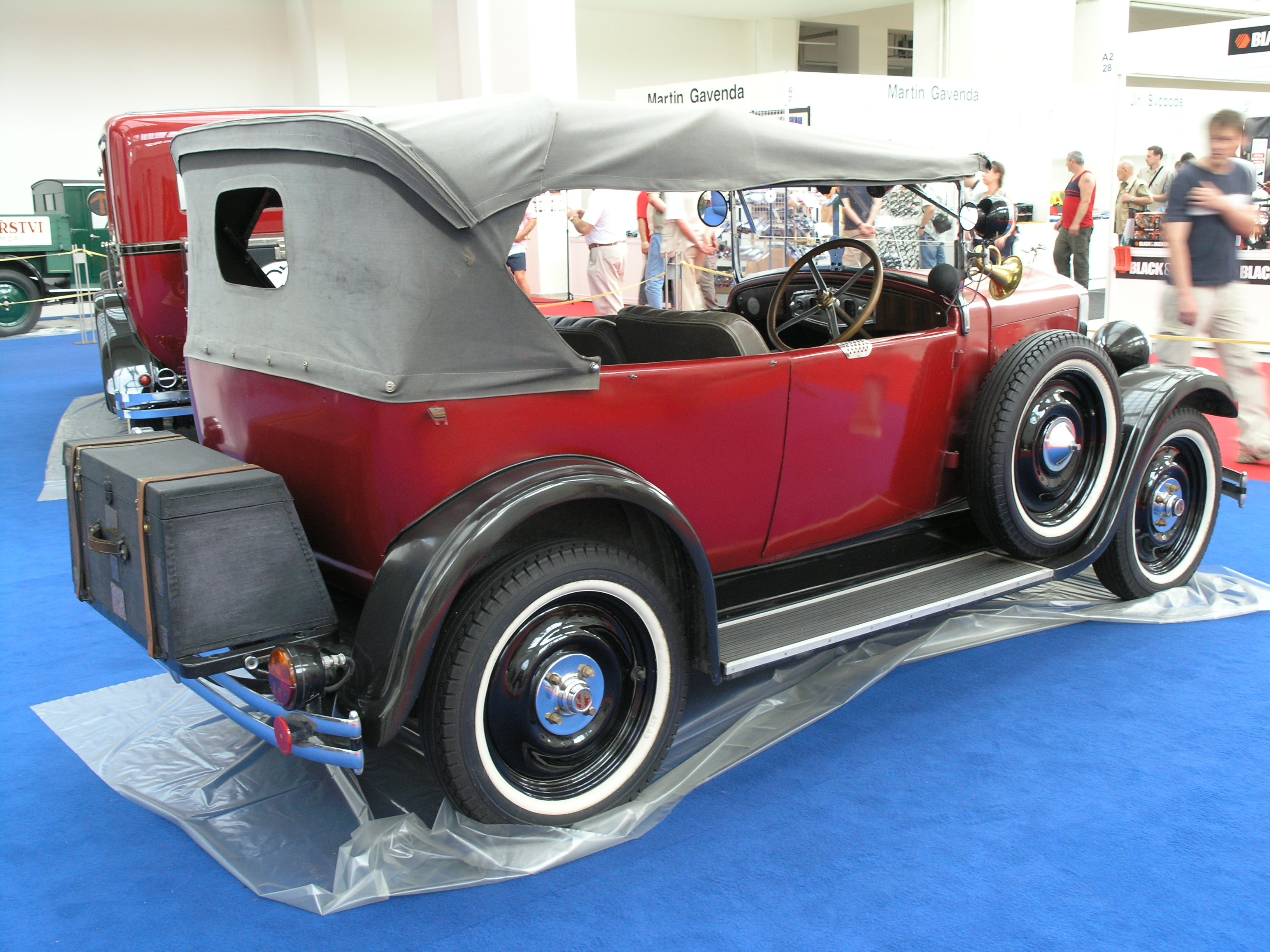
Une Piccolo dans sa version standard de 1931.

Ainsi, en 1933, une Piccolo avec un moteur de 1 000 cm3 coûtait seulement 26 500 couronnes contre 43 000 lors de son lancement en 1925. Même le prix de la version apparue avec la 21e série et dotée d’un moteur plus puissant de 1 447 cm3 ne dépassait pas les 30 000 couronnes. Ces prix abordables attirèrent de nombreux acheteurs.
On estime que les Piccolo représentaient un quart du parc automobile en circulation. Elles faisaient l'objet d'une promotion intense de la part du fabricant. Dans un document de l’époque, on peut lire : « Au volant, la vie prend un nouveau charme. Vous êtes le maître du temps et de l'espace - à toute vitesse, vous volez à travers les plaines, les montagnes et découvrez de nouveaux paysages et villes. Chaque trajet en voiture apporte du changement, de l'excitation et rafraîchit l'esprit ».

### Tentative de percée sur le marché américain
Alors que la Grande Dépression touchait durement les constructeurs automobiles, une opportunité s’offrit à la marque de s’ouvrir des débouchés sur le continent américain. La ville de New York entreprenait en effet de réglementer l’activité des taxis dans la ville, incitant à renouveler une flotte hétérogène avec des véhicules modernes et conçus à cet usage. Praga décida de tenter sa chance. La tâche fut confiée au jeune ingénieur Jan Petránek qui conçut un véhicule spécialement adapté aux besoins de la métropole américaine. Si le modèle satisfaisait aux exigences techniques du cahier des charges, le constructeur était malheureusement incapable de respecter les conditions de l'appel d'offres qui exigeait la livraison en une seule fois de tous les véhicules commandés – ce qui dépassait de très loin les capacités de production des usines Praga.

### La Piccolo jusqu’en 1934

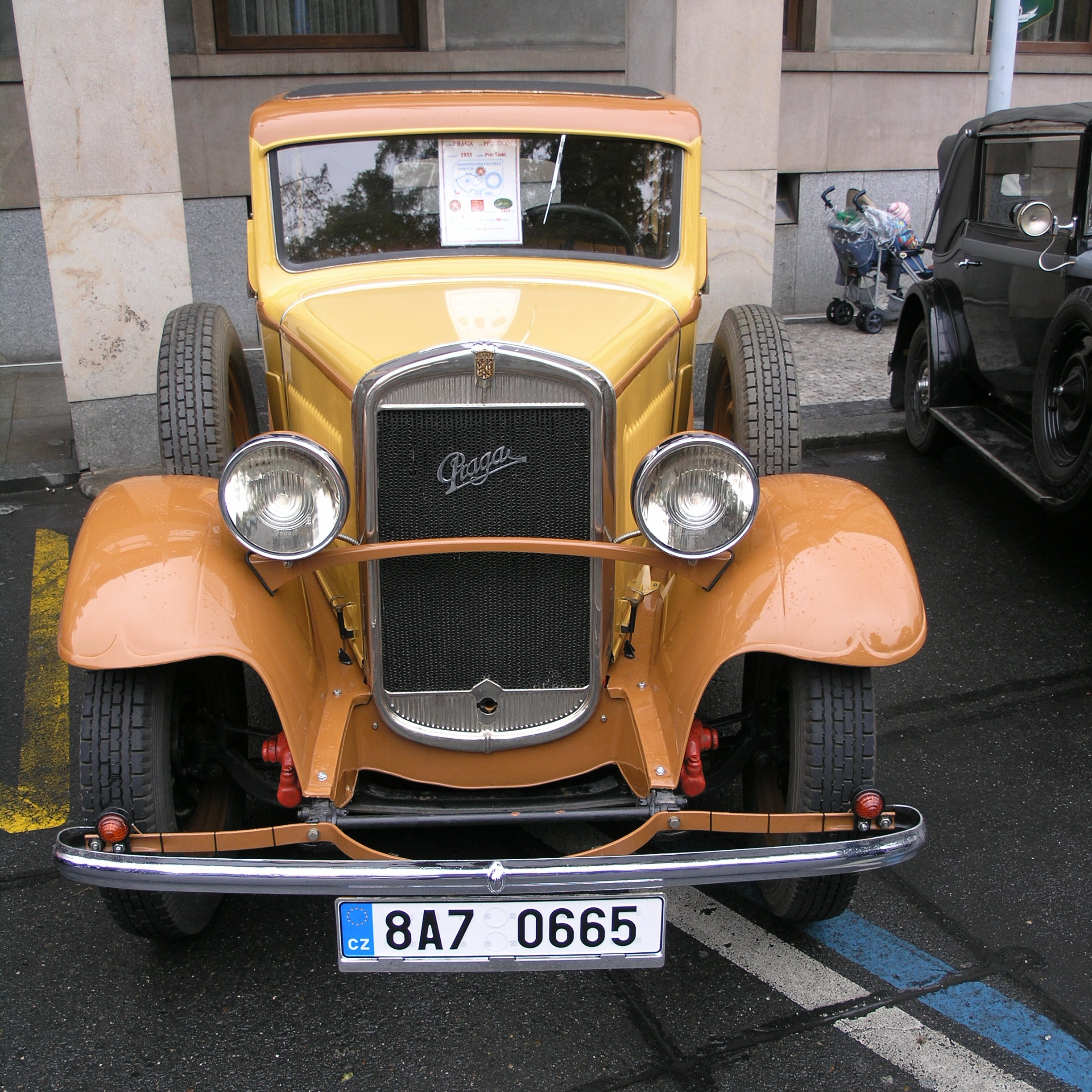
Avant d'une Piccolo de 1933.

De cet échec sortit cependant en 1932 un nouveau modèle surnommé American Piccolo qui selon les brochures publicitaires offrait « un confort comparable à celui des voitures américaines ».
En 1932 donc, la Piccolo se dédoublait. La version classique accueillait quelques changements concernant les aspects techniques ainsi que des éléments de design. Les modèles 201 à 205 furent produits sur une période de trois ans à hauteur de 2 000 unités.

### L’intermède Baby

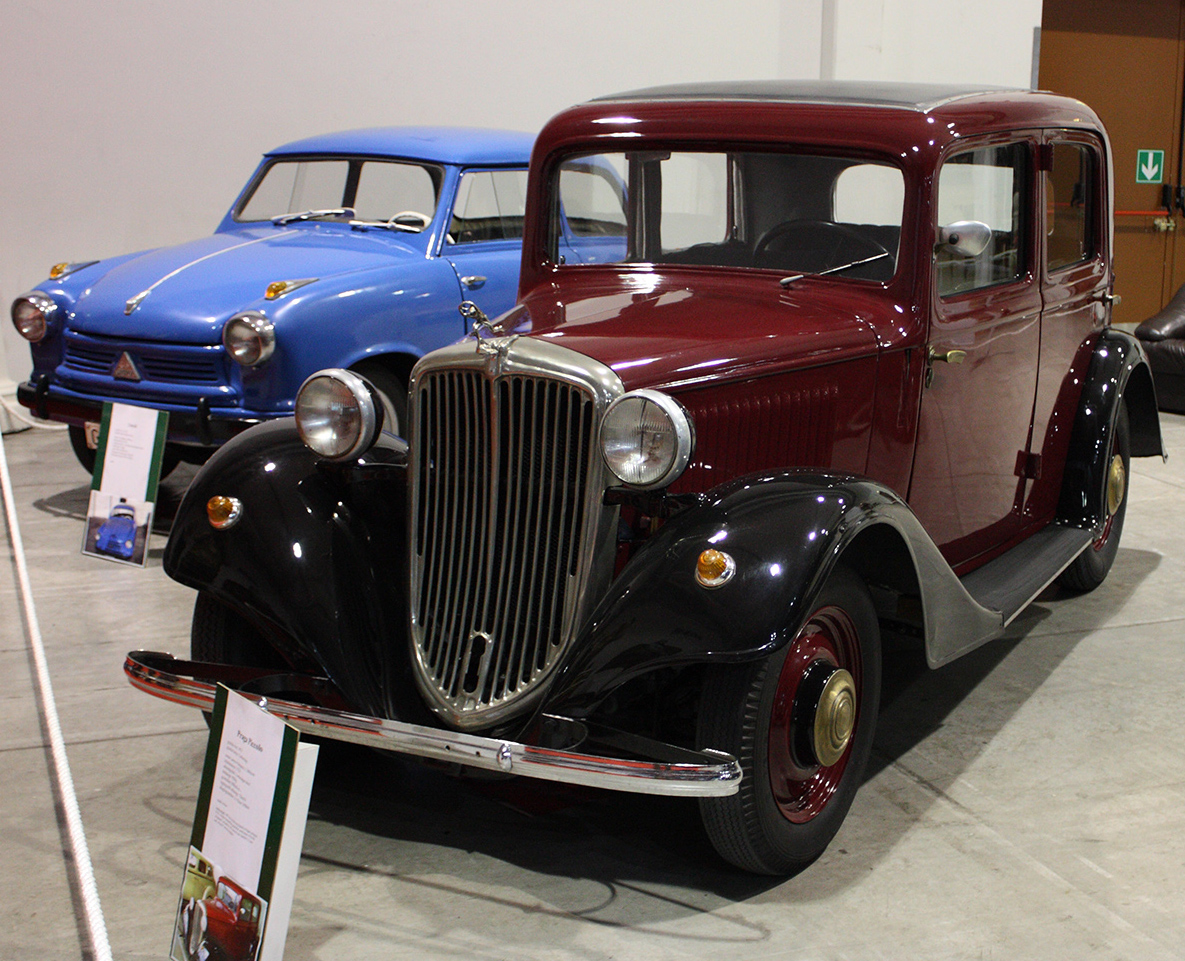
Une Piccolo série 306 (1934) avec sa calandre modernisée qui sera reprise sur la Super Piccolo.

À compter des débuts des années trente, les types de châssis et de carrosseries qui avaient été relativement stables depuis la Première Guerre connurent une vague de modernisation qui obligea la marque à envisager des changements importants dans l’architecture et la ligne de ses modèles. Ainsi, le châssis et la carrosserie du modèle de type « américain » furent modernisés dès 1934, de manière similaire à celle des Piccolo 205. Ils furent introduits sur le marché avec les séries 306 et 307.
Malgré ces efforts de modernisation, la Piccolo accusait son âge de conception et trahissait des retards allant grandissant avec les modèles équivalents de ses concurrents directs : Tatra et Škoda, plus avancés technologiquement mais également meilleur marché.
Ce besoin de donner une nouvelle jeunesse à la Piccolo explique sans doute la décision d’en arrêter la production en 1934 pour la remplacer par un tout nouveau modèle, la Praga Baby. L’American Piccolo fut quant à elle remplacée par la Super Piccolo.

### La résurrection de la Piccolo
Bien qu’adoptant des solutions et des lignes beaucoup plus modernes, la Baby n’eut jamais la popularité de sa devancière. Aussi, en 1937, la Piccolo fut relancée en six séries (31 à 36) jusqu’à la cessation définitive de la production en 1941.

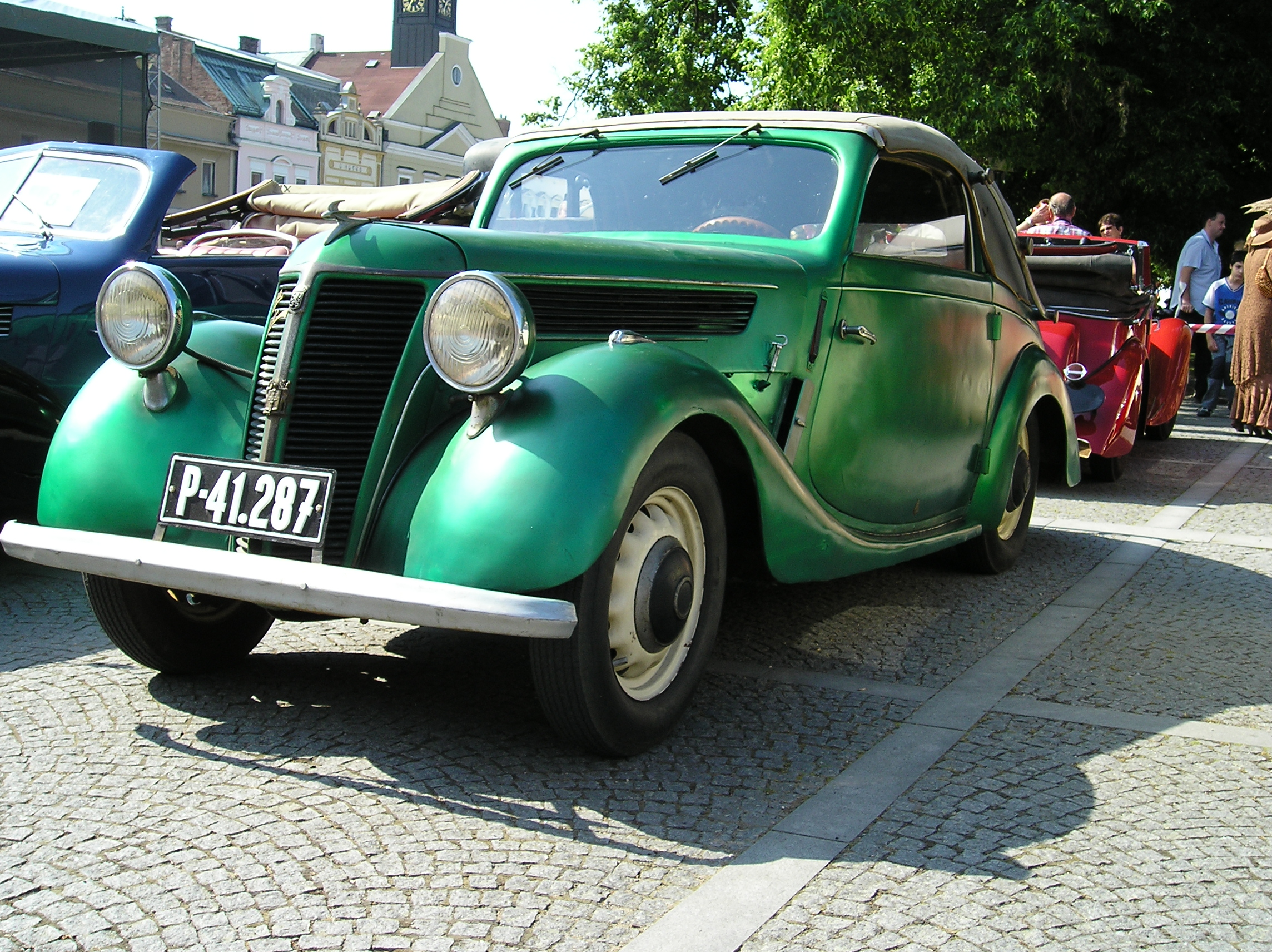
Une Piccolo de la seconde génération (vers 1938).

La carrosserie se voulait d'une autre génération en adoptant une ligne streamline englobante qui annonçait le type ponton. La cylindrée du 4 cylindres était portée à 1 128 cm3 pour une puissance de 28 ch avec l'adoption de solutions techniques plus modernes.
Outre le modèle standard, une version cabriolet à quatre places et un roadster étaient disponibles. Les variantes les plus demandées étaient les petits utilitaires type pick-up et  fourgonnettes.
Plus de trois mille véhicules furent vendus au cours de ces cinq années, permettant à la Piccolo de redevenir le modèle numéro un de la société Praga jusqu'à ce que la guerre mît fin à la production.

## Caractéristiques techniques

### La première génération (1924-1928)

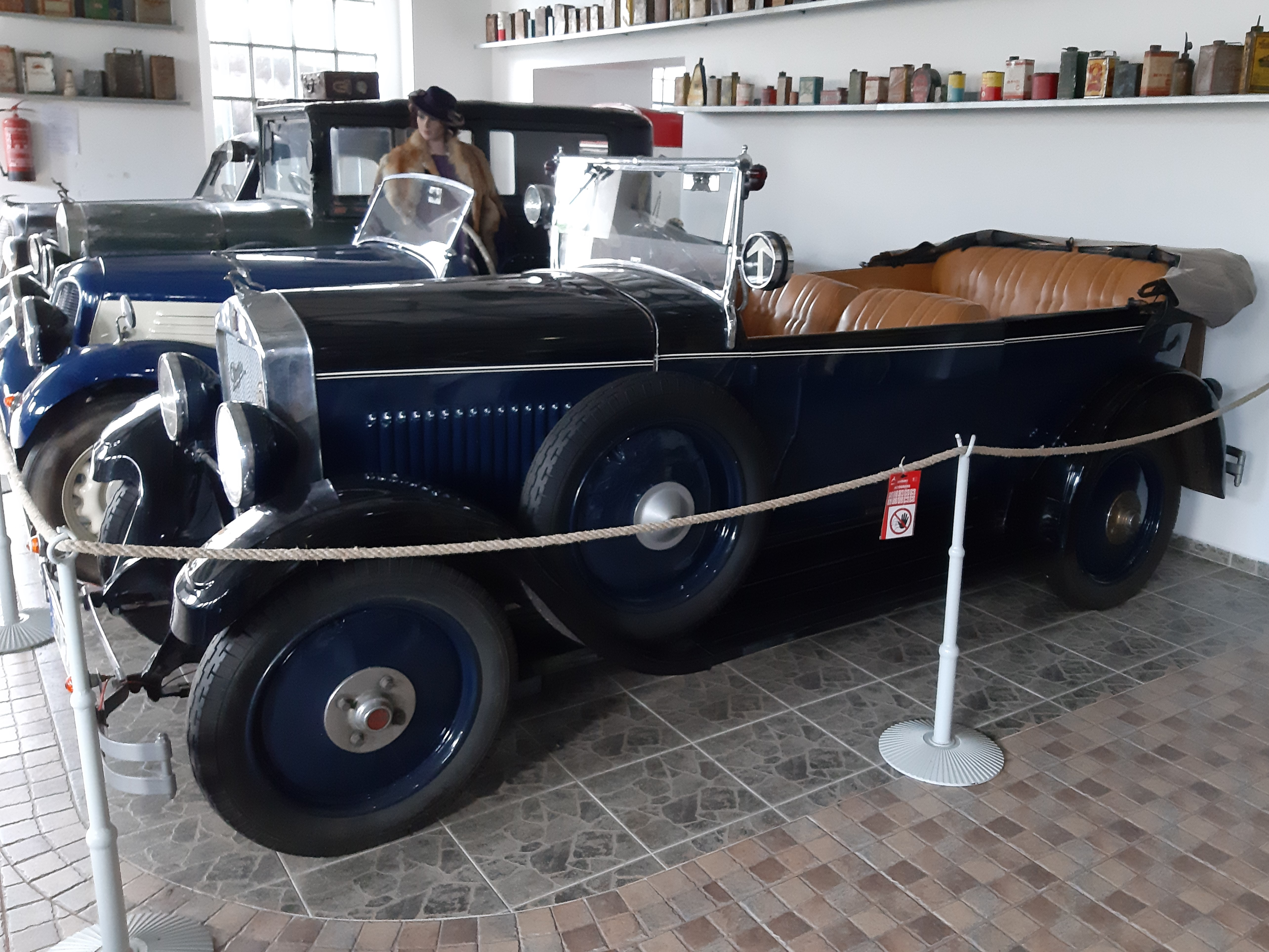
Piccolo de 1924.

La première version de la Piccolo (séries 1 à 3) était basée sur un châssis d’un empattement de 2,40 m pour une voie de 1,10 m. Avec sa carrosserie standard, elle mesurait 3,40 m de long, 1,32 m de large et, avec le toit, 1,72 mètre de haut. Les suspensions étaient à essieu rigide à lames. Les roues étaient équipées, innovation à l’époque pour un modèle de cette catégorie, de pneus à chambre de 715 x 115 mm. Le châssis de la Piccolo était en tôle d’acier emboutie, avec un renforcement à l’arrière.

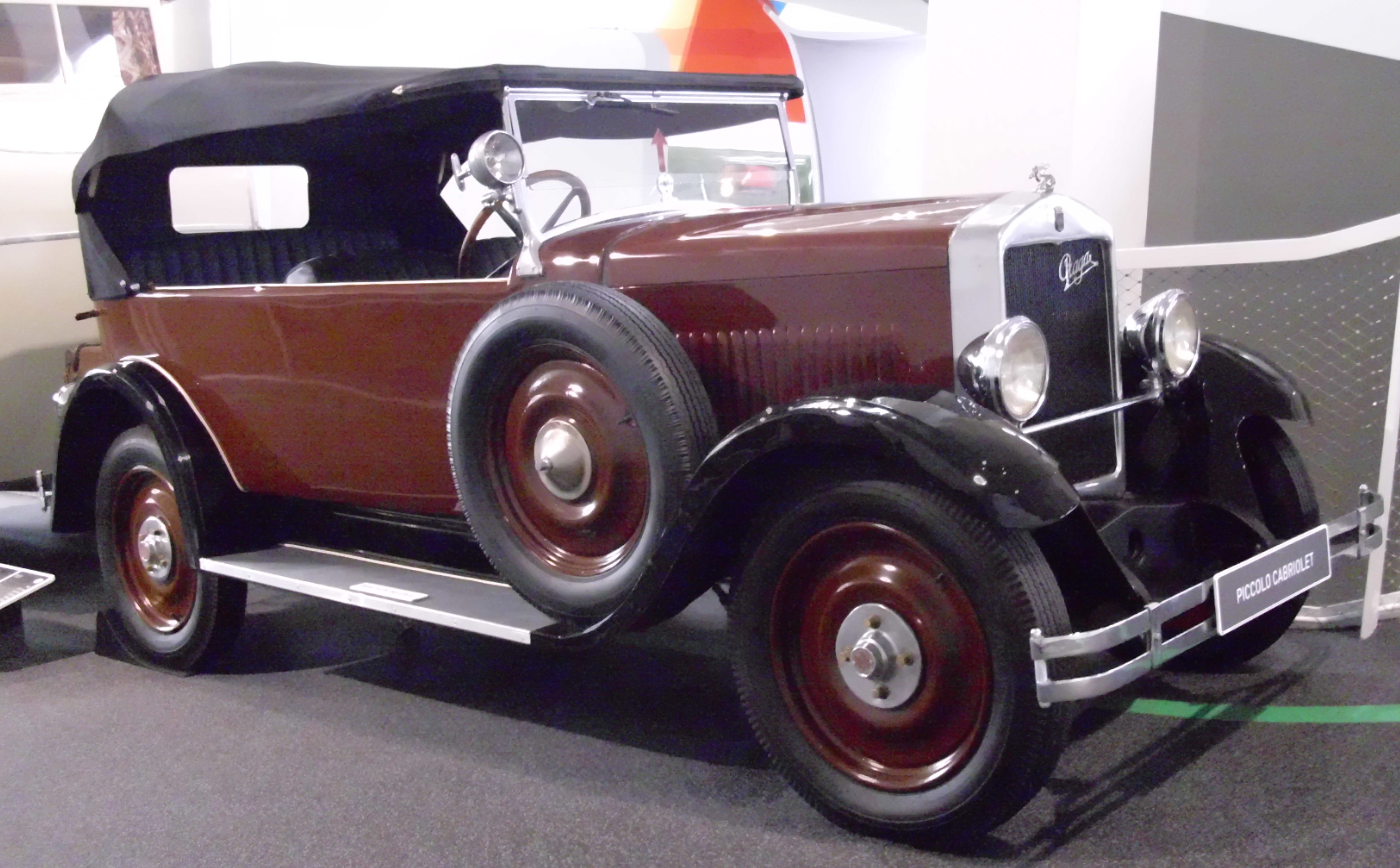
Piccolo de 1929.

Elle était propulsée par un 4 cylindres en ligne à 8 soupapes latérales refroidi par eau de 707 cm3 (alésage-course : 50 x 90 mm) développant une puissance de 9 ch à 2 000 tr/min. Comme il était courant à l'époque, il s’agissait d’un monobloc sans culasse démontable ce qui rendait l'accès à la distribution latérale plus difficile, mais éliminait tout risque de fuite au niveau du joint, motif fréquent de panne à l'époque. On accédait aux soupapes en dévissant les bouchons en laiton sur la tête du moteur. Le vilebrequin ne comportait que deux paliers. L’allumage était assuré par un système à bobine de marque Bosch, placé à l’avant de l’arbre à cames. L'alimentation était assurée par un carburateur Zénith. La Piccolo était en outre équipée d’un dispositif automatique qui, en cas de chute de la pression d’huile, bloquait le carburateur et arrêtait le moteur. Ce dispositif fut installé jusqu’en 1932.
Une boîte de vitesses à trois rapports, associée à un embrayage monodisque, transmettait la puissance du moteur via un arbre de transmission équipé d’un engrenage conique Gleason. En raison de la voie réduite, il avait été jugé inutile d’installer un différentiel. Ce dernier apparut au printemps 1929, afin d'adapter la voiture à un réseau routier en amélioration constante, bien que l'asphaltage restât rare,. Le frein à main agissait sur le tambour de la roue arrière gauche et le frein à pied sur celui de la roue droite.
La consommation représentait 7 l aux 100 km.
À partir de la quatrième série, le moteur passa à 824 cm3 avec des cylindres réalésés à 54 mm, portant la puissance à 12,5 ch à 2 800 tr/min. Avec la 7e série, la voiture gagna quelques centimètres d’empattement (2,50 m) et donc en dimensions (3,60 m de long pour 1,36 m de large). Elle prit également quelques kilos (700 kg). Le moteur enfin fut réalésé à 55 mm pour atteindre 856 cm3 et développer 13 ch. Elle pouvait atteindre désormais 75 km/h.

### La Piccolo classique Lido (1928-1934)

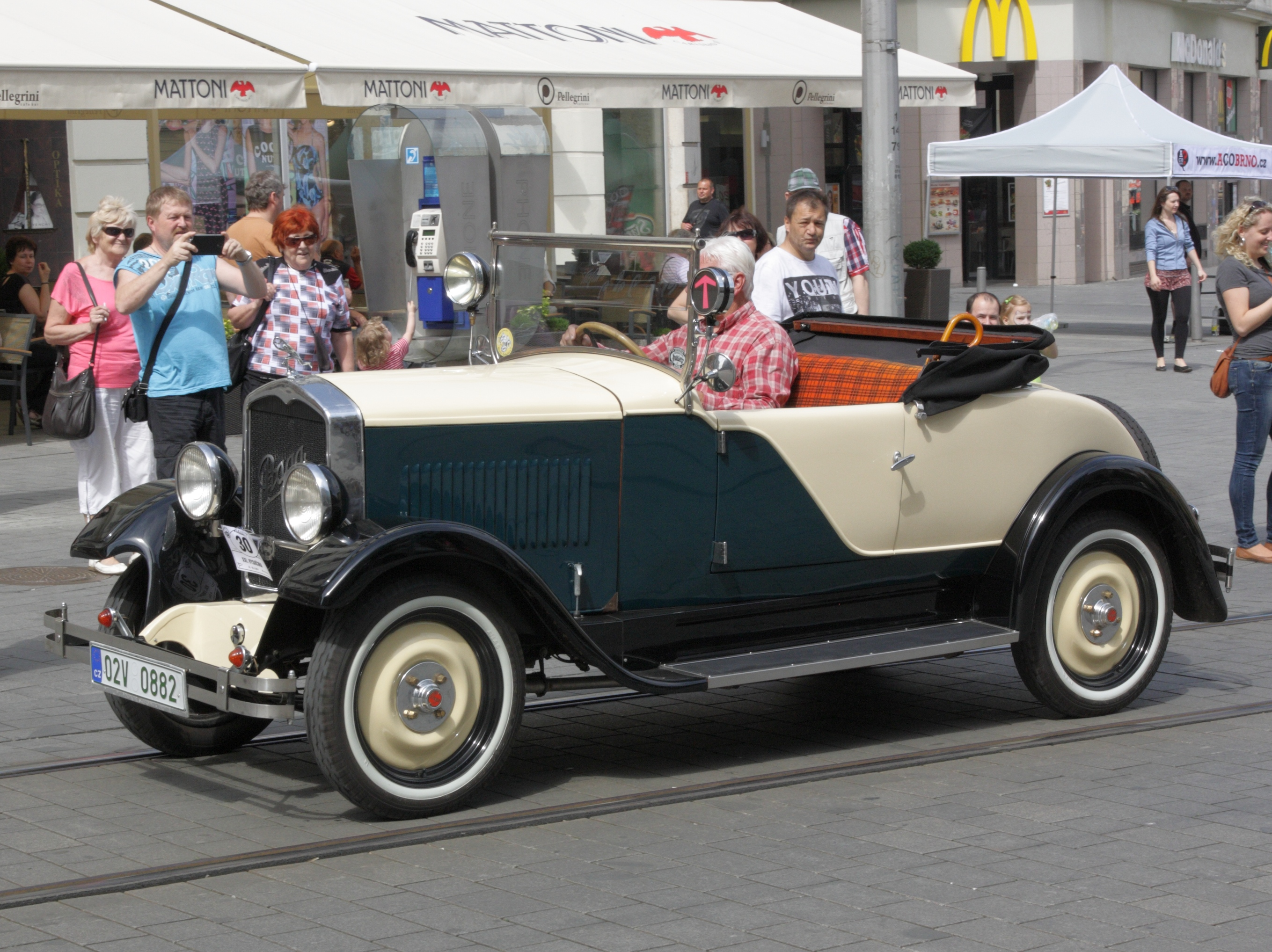
Une élégante version cabriolet de la Piccolo 1929.

Avec la huitième série apparut ce qui allait être la version classique, et la plus populaire, de la Piccolo, sous le nom commercial de Lido. Le moteur était désormais de 996 cm3 (alésage-course de 60 x 88 mm) développant 18 ch à 3 100 tr/min. Il adoptait des solutions plus modernes, avec toujours une distribution par arbre à cames latéral, mais une admission à chambres séparées et une culasse amovible en aluminium type Ricardo. Certaines versions pouvaient être équipées d’un différentiel sur demande. Des freins étaient désormais installés sur les quatre roues.
Dans la continuité de la série précédente, ses dimensions avaient été à nouveau augmentées, l’empattement gagnant 10 cm supplémentaires pour des dimensions standard de 3,87 m de long pour 1,45 m de large, et une substantielle augmentation de poids : 930 kg. La consommation était désormais de 9 à 10 l aux 100 km pour une vitesse maximum de 80 km/h.
Avec le dédoublement de la série en 1932, une numérotation spécifique fut attribuée à la Piccolo classique avec les versions 201 à 205 qui ne comportèrent que des modifications mineures et un gain de puissance de quelques chevaux. Parmi les changements, on note l’adoption d’une courroie trapézoïdale pour entraîner la dynamo et le ventilateur, remplaçant l’ancienne courroie plate. Un témoin de pression d’huile fut ajouté. La boîte de vitesses fut équipée d’une synchronisation sur les 2e et 3e rapports. Le coffre devenait pour la première fois une partie intégrante de la carrosserie, ce qui le rendait accessible à la fois de l’intérieur et de l’extérieur. Enfin, le volant passa côté gauche, en vertu de l'application des conventions internationales engageant la Tchécoslovaquie à adopter progressivement la conduite à droite.

### L'American Piccolo (1932-1934)

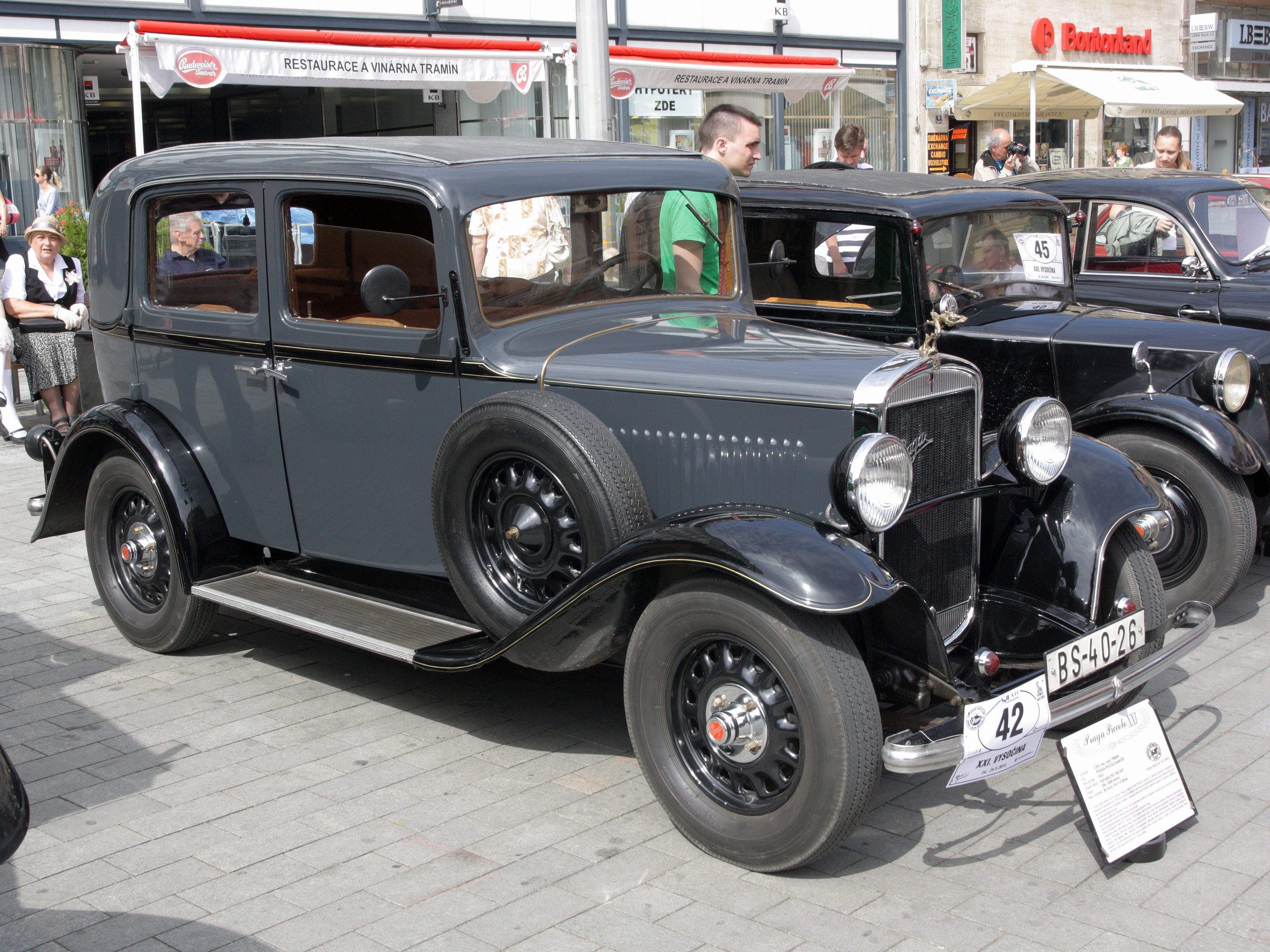
Une Piccolo "américaine" de 1932 (21e série).

Conçue dans le but de fournir aux conducteurs de taxis un véhicule répondant à des normes de confort « à l’américaine », l’American Piccolo constituait la version luxe du modèle. Bien que d’un empattement inchangé, elle gagnait surtout en largeur (1,55 m) pour une longueur qui atteignait presque les 4 m. Elle y gagnait logiquement une cinquantaine de kilos (690 kg).

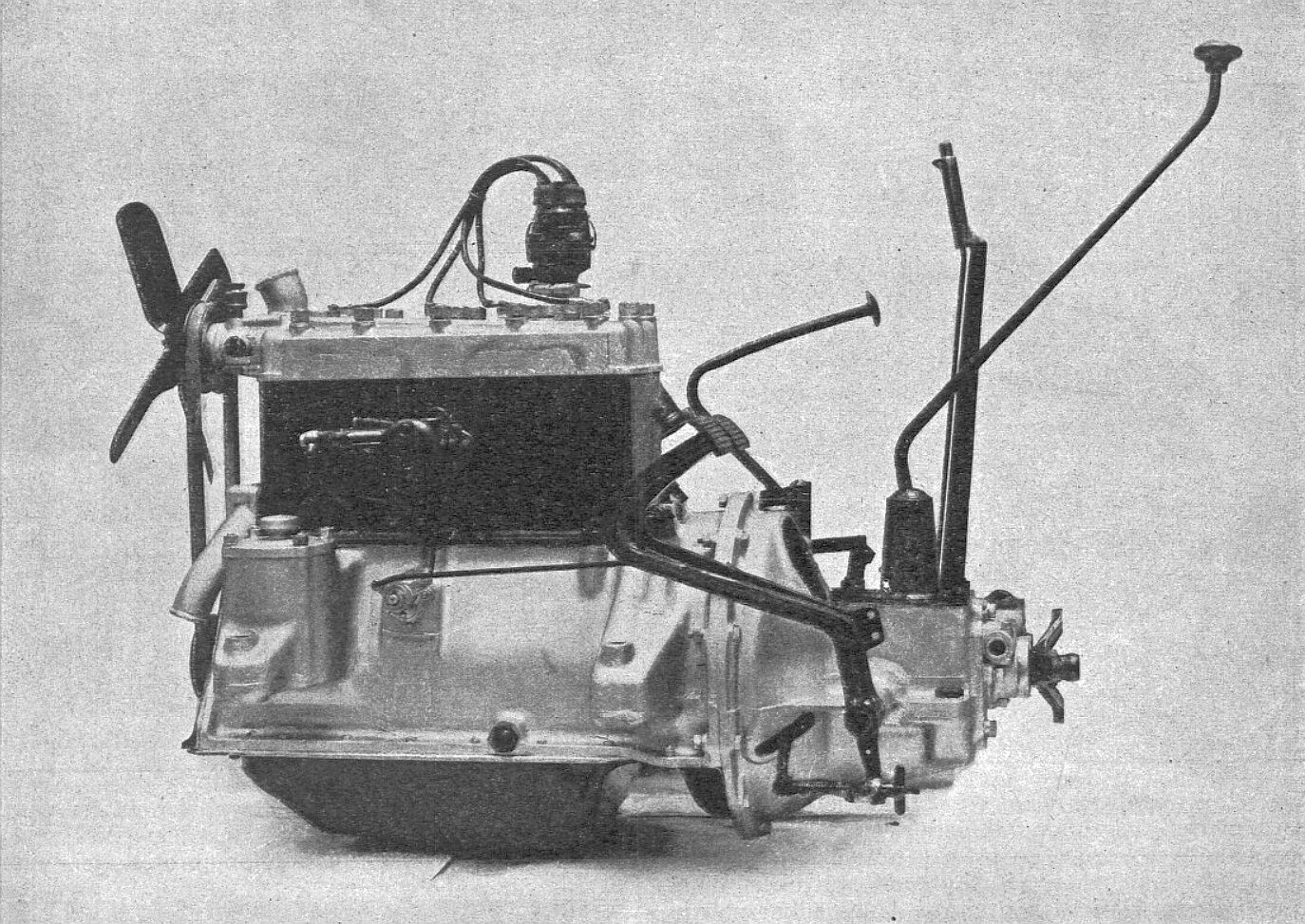
Le 4 cylindres de 1447 cm3 conçu par l'ingénieur Vykoukal pour équiper la Piccolo "américaine" en 1932.

Sur le plan technique, elle se distinguait surtout par un tout nouveau moteur conçu par Rudolf Vykoukal, d’une cylindrée de 1 447 cm3 (alésage-course de 70 x 94 mm) portant la puissance à 28 ch à 3 000 tr/min, et lui permettant d’atteindre les 90 km/h pour une consommation de 10 l aux 100 km. Pour répondre à son standing déclaré, elle proposait de nombreux accessoires et des finitions particulièrement soignées : deux roues de secours, des pare-chocs, une grille de protection du radiateur, un klaxon électrique, un essuie-glace et un pare-soleil ou encore des garnitures en velours et des rideaux.
À noter que l'année de son lancement, la mascotte du Génie de l’Automobile qui ornait le radiateur des modèles précédents disparut, comme le signe que l'on était désormais passé à un autre style.

### La deuxième génération (1937-1941)
Après l’intermède de la Baby, la Piccolo reprit du service avec un modèle qui, par ailleurs, réutilisait beaucoup des solutions nouvelles proposées par son homologue malheureuse.
Sur le plan structurel, la grande nouveauté était l’adoption d’un châssis à poutre centrale et de suspensions à roues semi-indépendantes, chaque essieu étant doté de demi-arbres oscillants raccordés à des ressorts à lames montés transversalement. Des freins mécaniques équipaient les quatre roues.
Le moteur était un 1 128 cm3 (alésage-course de 65 x 85 mm) avec une culasse amovible en aluminium développant 25 ch à 3 000 tr/min mais que l’on pouvait pousser jusqu’à 30 ch. Pour le refroidissement, le système du thermosiphon avait été remplacé par une véritable pompe à eau contrôlée par un thermostat. L’embrayage monodisque à sec était couplé à une boîte de vitesses à trois rapports, avec synchronisation des 2e et 3e rapports, qui fut dès 1938 remplacée par une version à quatre rapports. L’embrayage monodisque à sec était renforcé par des ressorts périphériques qui atténuaient les vibrations du moteur.

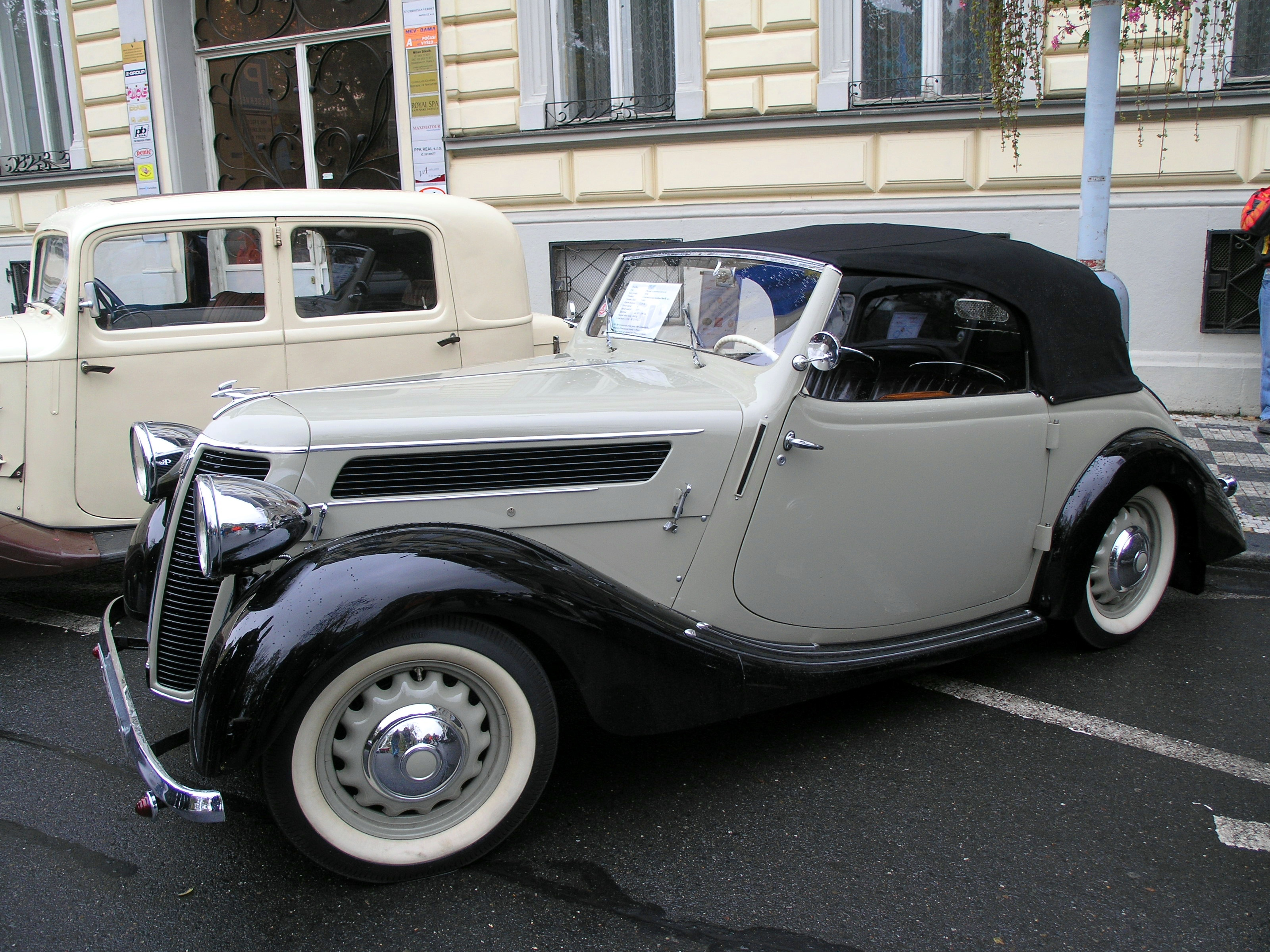
La Piccolo fut saluée par la critique lors du Salon international de l'Auto de Genève de 1938 (ici une version cabriolet).

Sa carrosserie à deux portes reflétait le style typique de la fin des années 1930 avec sa calandre effilée à grilles horizontales. Son coffre était accessible directement depuis l'extérieur, ce qui était une facilité rarement proposée sur les modèles concurrents.
Présentée lors du 15e Salon international de l'automobile de Genève en 1938, elle fut saluée par la critique et fut élue comme plus belle voiture de l'exposition.
La production cessa avec la série 36 en 1941. Certaines sources indiquent que quelques unités supplémentaires auraient été assemblées après la fin de la guerre à partir des stocks subsistants.

## Modèles
- Série 1 à 3 (1924-1925) - Moteur 707 cm3 (9 ch) à 2 000 tr/min - 800 unités produites (Prix : 28 000 à 44 000 couronnes)
- Séries 4 à 6 (1926) - Moteur 824 cm3 (12,5 ch) à 2 800 tr/min - 1 500 unités produites (Prix inchangés)
- Série 7 (1927-1928) - Moteur 856 cm3 (13 ch) à 2 800 tr/min - 2 400 unités produites
- Séries 8 à 20 (1928-1932) - Moteur 996 cm3 (18 ch) à 3 100 tr/min - 6 500 unités produites (Prix : 30 000 à 40 000 couronnes)
- Séries 201 à 205 (1932-1934) - Moteur 996 cm3 (21 ch) à 3 200 tr/min - 2 200 unités produites
- Séries 21 à 23 (1932-1934) - Moteur 1 447 cm3 (28 ch) à 3 000 tr/min - 911 unités produites (Prix : 45 000 à 52 000 couronnes)
- Séries 31 à 36 (1937-1941) - Moteur 1 128 cm3 (25 ch) à 3 000 tr/min - 2 700 unités produites (Prix : 28 800 et 34 500 couronnes)

Evolution de la Piccolo
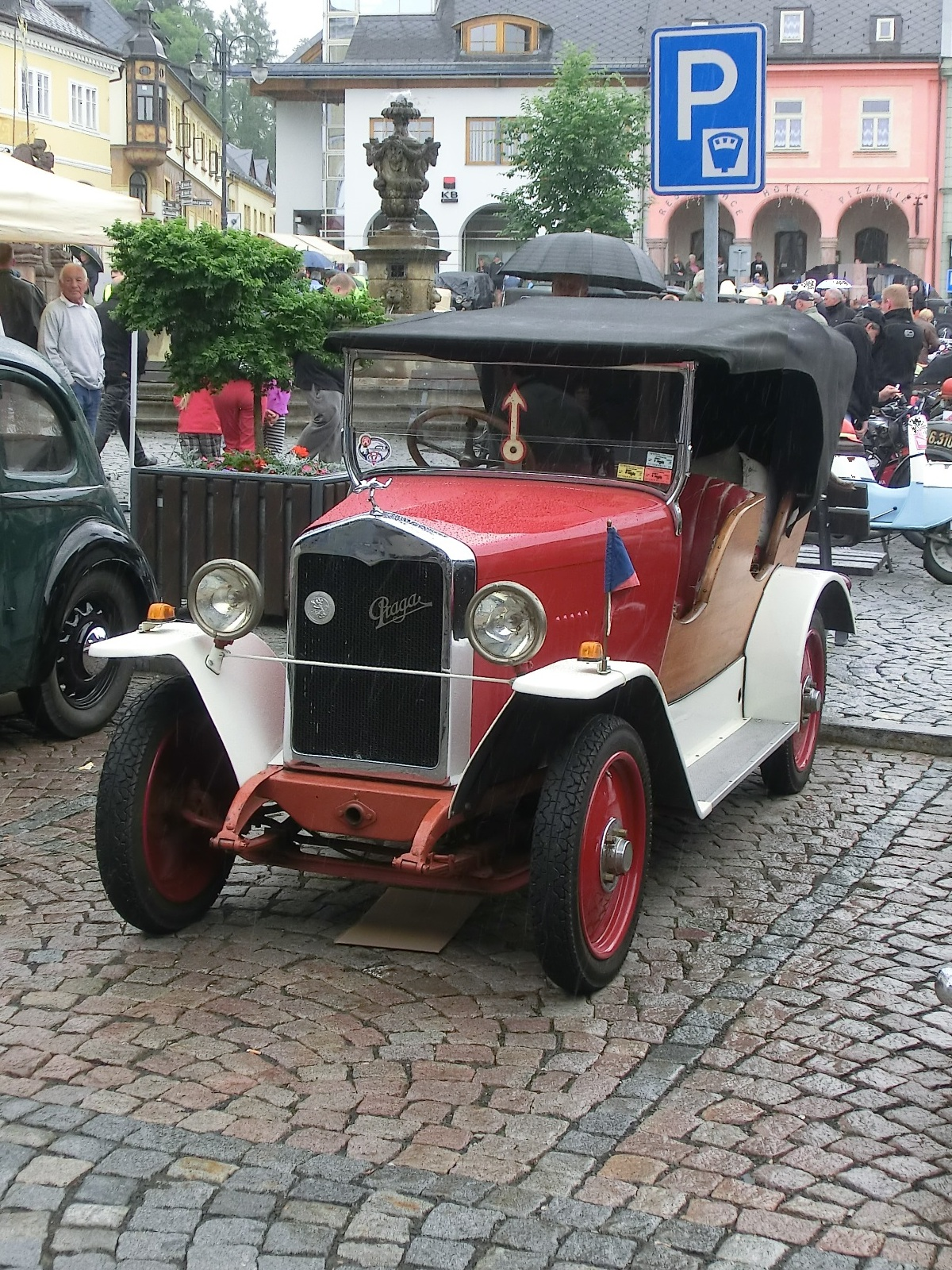
1924
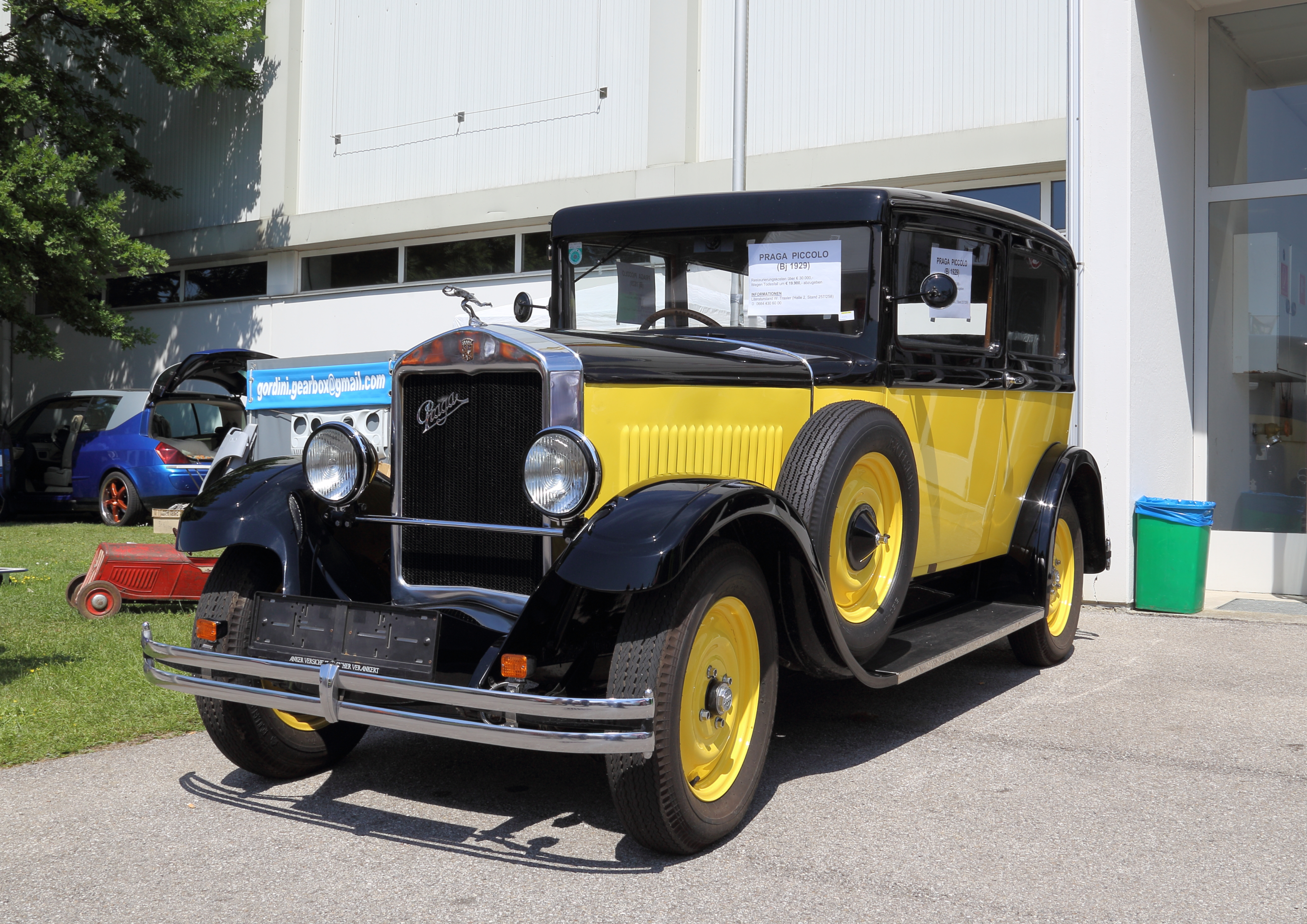
1929
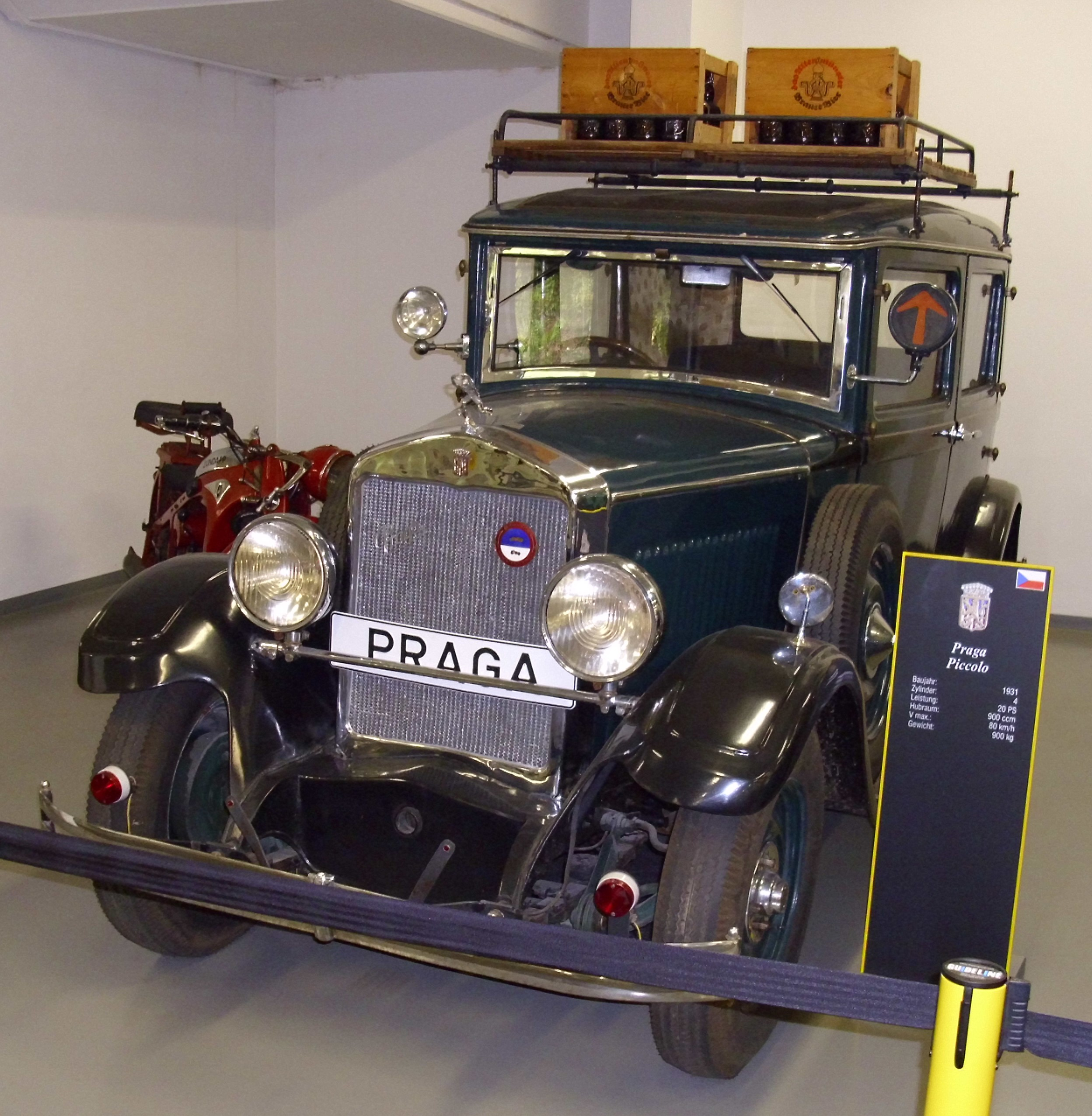
1931
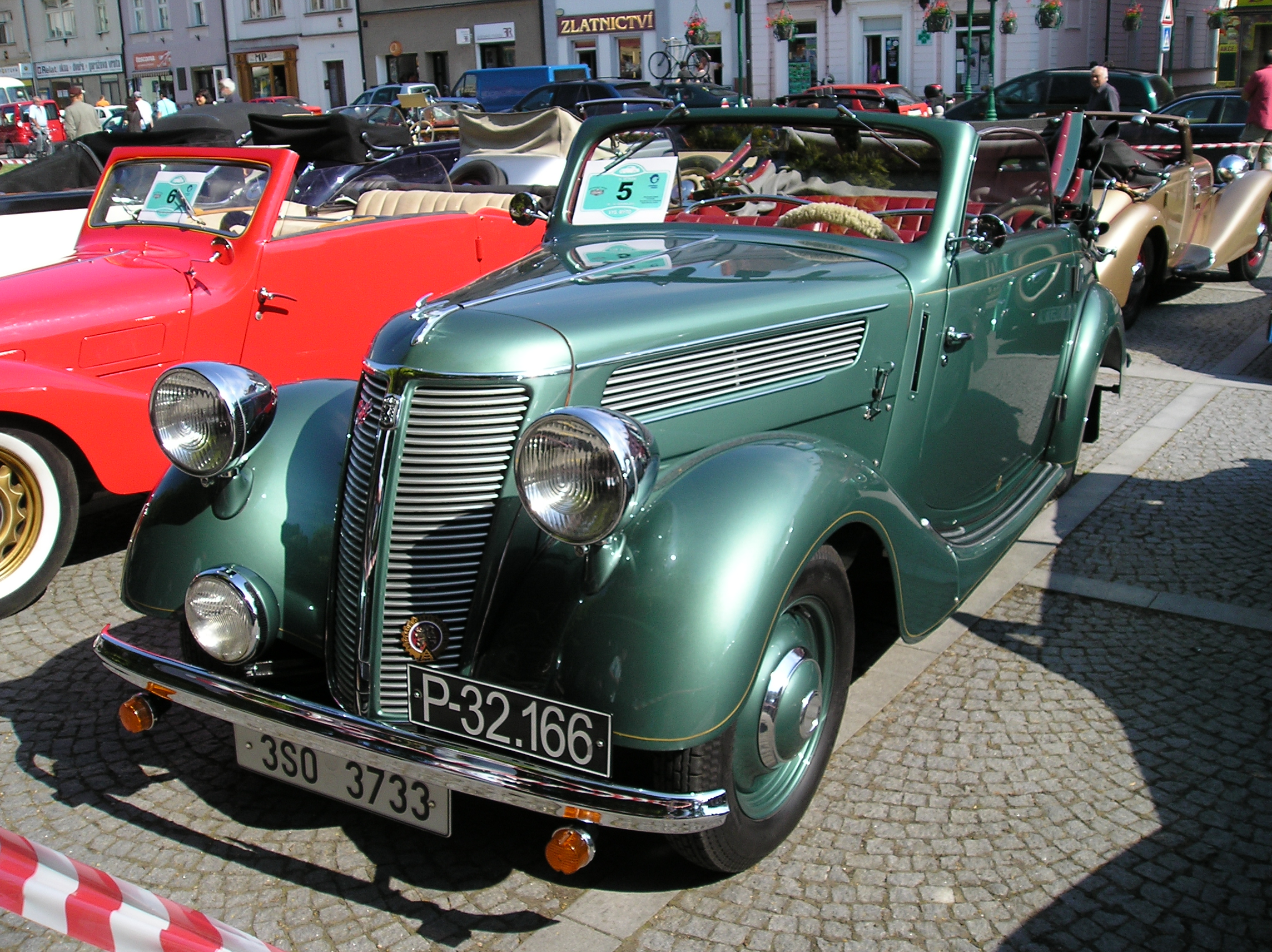
vers 1938-1940
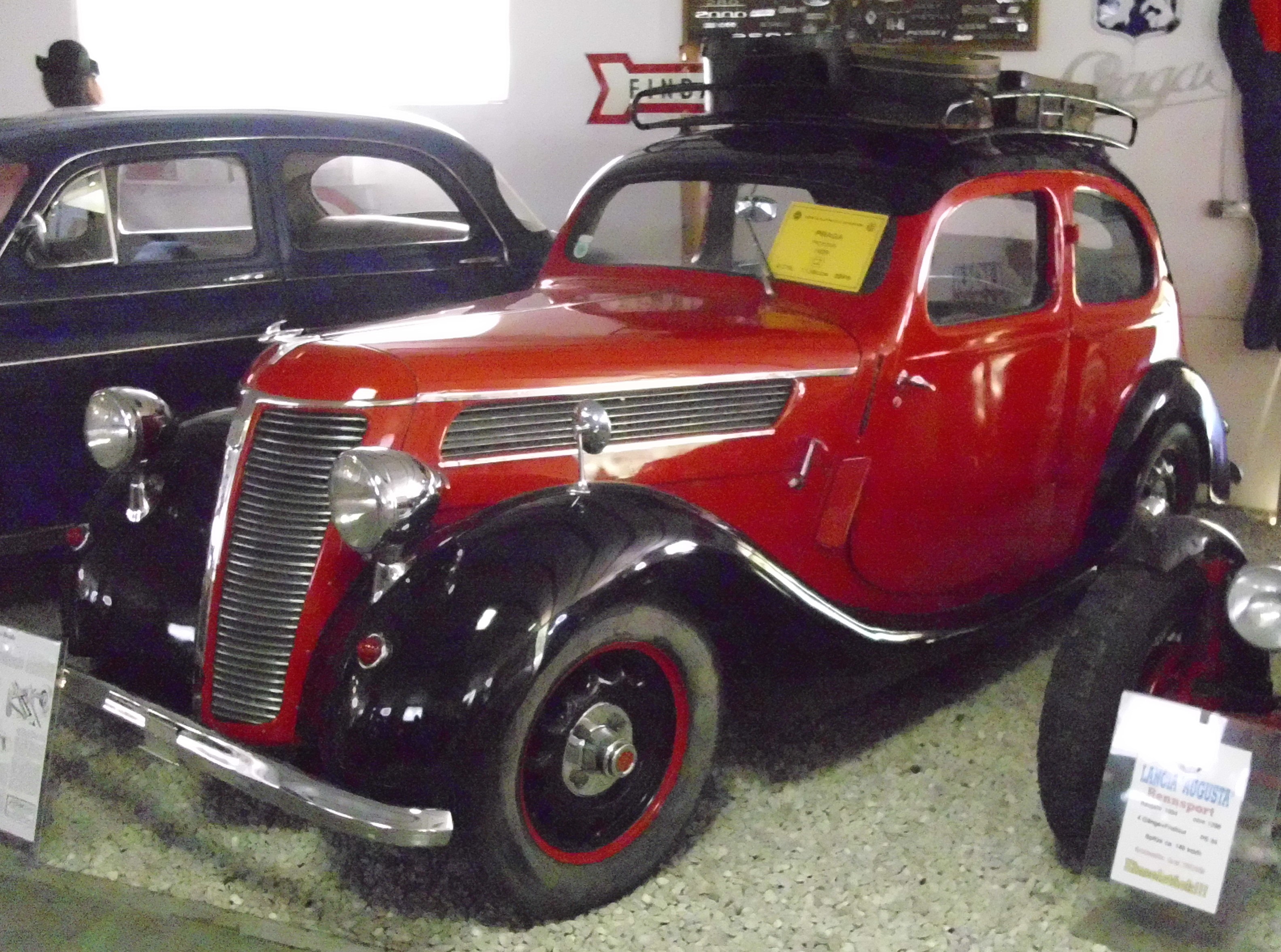
1939